# Арним, Бернд фон
Бернд Дитрих Ханс фон А́рним (8.9.1899, Росток — 5.2.1946, Грац) — немецкий славист. Сын филолога-классика Ханса фон Арнима и его супруги Элизабет (урождённой Ризе).
После окончания школы Арним учился в Мюнхене у Эриха Бернекера и Герхарда Геземана, а также в Лейдене у Николаса ван Вейка. В 1930 году он получил степень доктора в Лейденском университете. В 1932 году он стал профессором славистики в Берлинском университете имени Фридриха Вильгельма. В 1939 году стал приват-доцентом, а в 1941 году был назначен экстраординарным профессором на кафедру славянской филологии в Грацский университет. В 1944 году заведующий кафедрой болгарского языка в Венском университете. В 1945 году он был призван в армию.
Научные исследования Арнима были сосредоточены главным образом на болгарском языке, чью историю он изучал, языке протоболгар, а также изучении древней болгарской литературы. В своих этимологических исследованиях он сравнивал тюркские языки со старым болгарским языком.
В день своей смерти Арним был назначен профессором в Австрии.
Арним был женат. У пары было трое детей.

## Труды
- Studium zum altbulgarischen Psalterium Sinaiticum. 1930 (Reprint der 1.), Kraus 1968
- Beiträge zum Studium der altbulgarischen und kirchenslawischen Wortbildung und Übersetzungskunst. Akademie der Wissenschaften, Berlin 1931
- Die Schreiber des Psalterium Sinaiticum. Ijdo, Leiden 1931